# Sant Feliu de Monars
Sant Feliu de Monars és una obra del poble de Monars, al municipi de Montagut i Oix (Garrotxa) inclosa en l'Inventari del Patrimoni Arquitectònic de Catalunya.

## Descripció
Construcció romànica dels segles xi i xii, d'una sola nau amb volta de canó apuntada. L'absis carrat és trapezoïdal, preromànic. A migdia, l'edifici presenta una cornisa i la porta d'entrada d'arc de mig punt recolzat damunt una simple cornisa, amb llinda llisa. A ponent hi ha una finestra i el campanar d'espadanya de doble obertura. Al costat nord hi ha una cornisa i una sagristia, afegida en temps més avançats.

## Història
Hi ha notícies documentals des del 1064. Consta com a "Sancti Felicis de Monariis" en una cessió feta el 1096 per Arnau a favor del monestir de santa Maria de Besalú. L'any 1362 ve documentada com a "Sancti Felicis de Monarys" i s'indica que l'església estava annexionada a la parròquia de Sant miquel de Pera en el primer terç del segle xviii. Modernament ha estat coneguda també com a Sant Sebastià.